# Sussex (Nuovo Brunswick)
Sussex è un comune del Canada, situato nella provincia del Nuovo Brunswick.